# Малютинцы
Малютинцы (укр. Малютинці) — село, Малютинский сельский совет, Пирятинский район, Полтавская область, Украина.
Население по переписи 2001 года составляло 753 человека.
Является административным центром Малютинского сельского совета, в который не входят другие населённые пункты. Глава сельсовета — Вирченко Юрий Александрович.

## Географическое положение
Село Малютинцы находится на левом берегу реки Гнилая Оржица, выше по течению примыкает село Смотрики, ниже по течению на расстоянии в 2 км расположено село Архемовка, на противоположном берегу — село Тепловка. По селу протекает пересыхающий ручей с запрудой. Рядом проходит автомобильная дорога М-03. Расстояние до Киева — 134 км.

## История
- 1139 — дата основания. Первое упоминание — в Ипатьевской летописи[3]. Сделанная летописцем запись под 1140 годом: «…прииде Половецькая земля и князи половецьстии на мир… к Малотину». Малотин находился в Переяславском княжестве.
- Предтечиевская церковь известна с 1767 года[4]
- Село указано на подробной карте Российской Империи и близлежащих заграничных владений 1816 года[5]

## Экономика
- Сельское хозяйство.

## Объекты социальной сферы
- Школа І—ІІ ст.
- Медпункт

## Известные люди
- Селецкий Петр Дмитриевич (1821—1880) — помещик, владелец села Малютинцы (Отрада), в 1858—1866 годах киевский вице-губернатор. Познакомился с Шевченко в 1843 году. Руководил тайным надзором за Шевченко во время пребывания поэта в Киеве в 1859 году[6].
- Гамалея, Платон Яковлевич (1766—1817) — мореплаватель, капитан-командор и автор учебников по математике и мореплаванию[7].